# Patrick D’Rozario
Patrick D’Rozario (n. Barisal, Raj británico, 1 de octubre de 1943) es un arzobispo católico bangladesí. Miembro de la Congregación de Santa Cruz. Fue ordenado sacerdote en 1970.
Durante estos años ha sido Obispo de Rajshahi y Chittagong.
Entre 2011 y 2020 fue Arzobispo Metropolitano de Daca y Presidente de la Conferencia de los Obispos Católicos de Bangladés.
Fue ordenado cardenal por el papa Francisco en el consistorio ordinario el 19 de noviembre de 2016.

## Biografía
Nacido el 1 de octubre de 1943, en la entidad bangladesí de Barisal.
Desde muy joven es miembro de la Congregación de Santa Cruz (C.S.C.), con la cual pronunció su profesión perpetua el 14 de junio de 1962 y fue ordenado sacerdote el 5 de julio de 1970.

### Episcopado
Tras varios años ejerciendo su ministerio pastoral, el 21 de mayo de 1990 ascendió al episcopado, cuando Su Santidad el Papa Juan Pablo II le nombró Primer Obispo de la reciente creada Diócesis de Rajshahi.
Recibió la consagración episcopal el 12 de septiembre, a manos del entonces Obispo de Dinajpur "monseñor" Theotonius Gomes y de sus co-consagrantes: el entonces Arzobispo de Daca "monseñor" Michael Rozario y el entonces Pro-Nuncio Apostólico en el país "monseñor" Piero Biggio.
Además de elegir su escudo, eligió como lema: "Joy in communion".
Luego el 3 de febrero de 1995 fue promovido como Obispo de Chittagong y el 25 de noviembre de 2010 fue elegido por el Papa Benedicto XVI como Coadjutor de la Arquidiócesis de Daca.
El 22 de octubre de 2011 con la retirada de "monseñor" Paulinus Costa, en su sustitución fue nombrado como nuevo y actual Arzobispo Metropolitano de Daca.
Al mismo tiempo, también ha pasado a ser el nuevo Presidente de la Conferencia de los Obispos Católicos de Bangladés y como tal cabe destacar que participó en la III Asamblea General del Sínodo extraordinario de obispos sobre la familia, que tuvo lugar entre los días 5 y 19 de octubre de 2014 en la Ciudad del Vaticano.

### Cardenalato
Actualmente el 9 de octubre de 2016, el papa Francisco anunció públicamente su elevación al rango de cardenal, durante el próximo consistorio cardenalicio del 19 de noviembre del siguiente mes.